# Sporisorium lophopogonis
Sporisorium lophopogonis är en svampart som först beskrevs av Thirum. & Pavgi, och fick sitt nu gällande namn av Vánky 1993. Sporisorium lophopogonis ingår i släktet Sporisorium och familjen Ustilaginaceae.   Inga underarter finns listade i Catalogue of Life.